# Peter Stæchelin
Peter Gregor Stæchelin (Bazel, 17 december 1922 - Ravensburg, 25 september 1977) was een Zwitsers autocoureur. In 1951 was hij eenmaal te vinden op de inschrijvingslijst van een Formule 1-race, zijn thuisrace van dat jaar voor het team Ferrari, maar door een ongeluk in de trainingsritten verscheen hij niet aan de start. Hij schreef zich hierna ook nooit meer in voor een Formule 1-race. In 1977 overleed hij op 54-jarige leeftijd door een vliegtuigcrash.